# کارگر یقه‌سفید
کارگر یقه‌سفید اصطلاحی است که در بعضی کشورها به کارکنان حقوق بگیری که کارهای حرفه‌ای یا نیمه حرفه‌ای دفتری مانند مدیریت، فروش و غیره را انجام می‌دهند، گفته می‌شود. این اصطلاح تعریف مستقیمی است از اصطلاح انگلیسی White-collar worker که در اوایل سدهٔ بیستم در آمریکا رایج شده بود. اصطلاح کارگران یقه سفید در واقع برای نشان دادن تفاوت این افراد با کارگران یقه آبی (Blue-collar worker) به وجود آمده که به کارگرانی که کارهای یدی را انجام می‌دهند، گفته می‌شود. در زبان فارسی معمولاً واژهٔ کارمند در اشاره به کارگران یقه سفید و کارگر در اشاره به کارگران یقه آبی استفاده می‌شود.
کارگران یقه سفید معمولاً وظایف شغلی‌شان را در یک مجموعه اداری به انجام می‌رسانند. آن‌ها کارکنانی با مهارت بالا و به‌طور رسمی آموزش دیده می‌باشند. تعداد زیادی از کارگران یقه سفید، از قبیل حسابداران، بانکداران، وکلا و مشاورین املاک، خدماتی حرفه‌ای را برای مشتریان فراهم می‌کنند. دیگر کارگران یقه سفید، از قبیل مهندسان و معماران، خدماتی را برای بازرگانی‌ها، تعاونی‌ها و موسسات دولتی فراهم می‌کنند.